# Game (tennis)
Il game o gioco nel tennis è una frazione di set (partita), che a sua volta è una frazione dell'incontro (match). La conquista di sei game – o più di sei nella partita ai vantaggi, finché non si ottiene anche un margine di due game sull'avversario; oppure sette nella partita al tie-break – permette di vincere il set.

## Metodo comune
Il game disputa sulla lunghezza di quattro punti, chiamati rispettivamente: 15, 30, 40, gioco. Il giocatore che se li aggiudica per primo vince il gioco e avanza nel punteggio del set; tuttavia è d'obbligo conquistare almeno due punti più dell'avversario. Per questo motivo, se il punteggio è 40-40 (parità), il game si prolunga «ai vantaggi» in modo indefinito: il giocatore che vince il punto sul 40-40 ottiene un vantaggio e ha la possibilità di chiudere il game in suo favore vincendo il punto successivo. Se invece a vincerlo è l'avversario, si torna in parità.
USTA, ma non ITF, suggerisce di sostituire i punteggi classici love (0), 15, 30, 40 con 0, 1, 2, 3 a favore di giocatori inesperti o che non conoscono l'inglese. Ricorda poi la possibilità e l'uso comune di chiamare il punteggio a gesti, a vantaggio di giocatori con disabilità uditive.

## Metodo alternativo
Esiste un punteggio senza vantaggio (game no-ad), ideato da Jimmy Van Alen per abbreviare la lunghezza dei match. In tal caso, al raggiungimento della parità, il punto che segue decide il game (killer point), ma il giocatore alla risposta può scegliere se ricevere il servizio a destra o a sinistra. I doppisti alla risposta non possono cambiare posizione. Nel doppio misto non c'è scelta perché al punto decisivo risponde sempre il giocatore dello stesso sesso di quello al servizio. Il punteggio no-ad è stato adottato dal World TeamTennis nella stagione professionale, e da alcuni tornei per ridurre la durata dei match di consolazione. Nel circuito ATP è stato introdotto solo per il doppio, a partire dalle Next Generation ATP Finals, ma non nei tornei del Grande Slam. Infine ITF l'ha accolto come punteggio alternativo (2018). La regola è discussa e non unanimemente apprezzata.